# Patton Oswalt
Patton Peter Oswalt (født 27. januar 1969) er en amerikansk stand-up-komiker, forfatter, skuespiller og stemmelægger. Han er bedst kendt for sin rolle som Spencer Olchin i sitcommen The King of Queens. Han har lagt stemme til Remy i filmen Ratatouille.

## Privatliv
Oswalt var gift med forfatteren Michelle McNamara fra 2005 til 22. april, 2016 hvor hun afgik ved døden.